# Shorea angustifolia
Shorea angustifolia är en tvåhjärtbladig växtart som beskrevs av Peter Shaw Ashton. Shorea angustifolia ingår i släktet Shorea och familjen Dipterocarpaceae. Inga underarter finns listade i Catalogue of Life.